# Cardiophorus gramineus
Cardiophorus gramineus је инсект из реда тврдокрилаца који припада фамилији скочибуба (Elateridae).

## Распрострањеност
Врста је распорстрањена у већем делу Европског континента.  У Србији је бележена у Војводини, централном и југоисточном делу Србије.

## Опис врсте
Cardiophorus gramineus може достићи величину тела од 8 до 9,5 mm. Глава и елитрони су црне боје. Пронотум двобојан, црвено-црн. Цео пронотум је црвене боје само су предња и задња ивица пронотума уско обрубљене црном бојом. 

## Екологија врсте
Врста Cardiophorus gramineus спада у сапроксилне инсекте, функционалану групу тврдокрилаца (Coleoptera), који зависе од старих стабала која се налазе у одређеној фази труљења и стога играју важну улогу у процесима разлагања, а самим тим и за рециклажу хранљивих материја у природним екосистемима. 
Током зиме се одрасле јединке могу наћи у прилично меком дрвету, углавном у шупљинама великог броја листопадног дрвећа (храст, липа, јавор и топола), испод коре или чак и у опалом лишћу на земљи. 

## Заштита
Међународна унија за заштиту природе је објавила Европску црвену листу сапроксилних инсеката на којој се налази и врста Cardiophorus gramineus која припада категорији готово угрожених врста (NT- Near threatened species).